# Taylor Marshall
Taylor Marshall, američki religijski filozof, crkveni i filozofski povjesničar te katolički teolog. 
Bivši je pastor anglikanske Episkopalne crkve. Na katoličanstvo se obratio nakon posjeta Vatikanu i prisustvovanja svetoj misi pape Benedikta XVI. Doktorirao je filozofiju na Sveučilišt u Dallasu s disertacijom o filozofiji Tome Akvinskog. Magistrirao filozofiju religije i teologiju na prezbiterijanskom sjemeništu u Glensideu u Pennsylvaniji. 
Zastupa tomističku filozofiju protiveći se »Novoj Teologiji« (Karl Rahner, Hans Urs von Balthasar) koja zastupa radikalan zaokret ka »modernizmu« u Crkvi (»stapanje« Crkve i modernog društva), kritizirajući pritom njegove zagovornike među suvremenicima (kardinali Blase Joseph Cupich i Godfried Danieels, papa Franjo, teolozi Robert Barron i James Martin). S druge strane, kritičar je sedevakantizma i sličnih strujna u tradicionalističkoj teologiji koje odbacuju odluke Drugoga vatikanskog sabora.
Autor je više knjiga iz filozofije i crkvene povijesti: »Mač i zmija« (povijesna fikcija), »Toma Akvinski u 50 stranica«, »Judaizam i podrijetlo katoličkog kršćanstva«, »Infiltracija« (best-seller u kategoriji naslova religijske povijesti i suvremene religije). 
Oženjen je suprugom Joy s kojom ima osmero djece.

## Vanjske poveznice
- Podcast na YouTubeu
- Taylor R. Marshall na Twitteru